# Oudon (affluent de la Mayenne)
Pour les articles homonymes, voir Oudon (homonymie).
L'Oudon est une rivière française qui coule dans les départements de la Mayenne et de Maine-et-Loire, et l'affluent le plus important de la rive droite de la Mayenne. Dans les fortes crues, il peut atteindre un débit de 396 m3/s.

## Géographie
L'Oudon prend sa source dans un petit étang à La Gravelle, par 192 mètres d'altitude. Trois ruisseaux nés à Loiron, à la Gravelle et en la forêt du Pertre ressortent de l'étang de la Guéhardière pour former l'Oudon

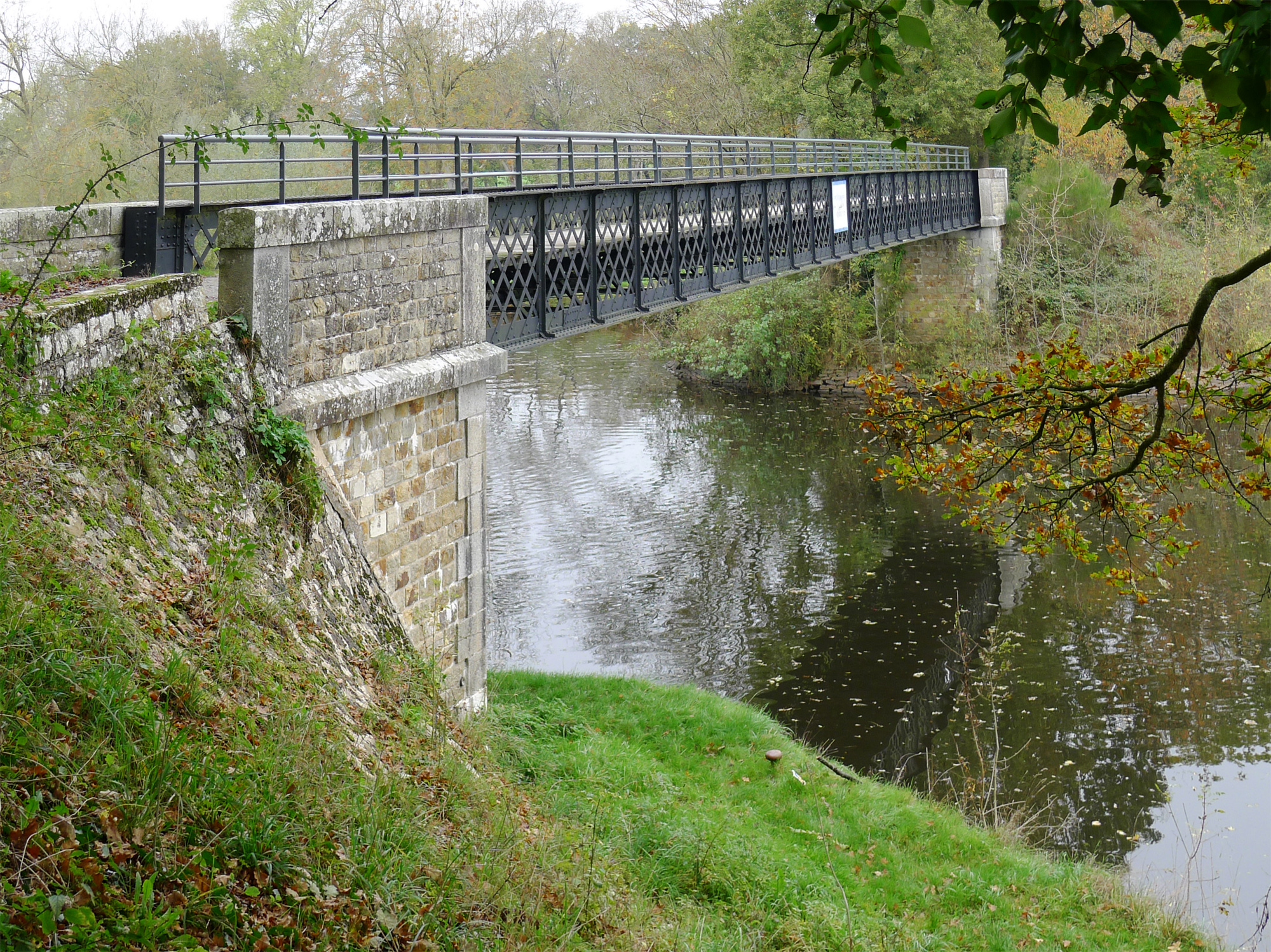
Pont sur l'Oudon à sa confluence avec la Mayenne.

De 103,3 km de longueur, il forme ensuite le vaste étang de la Guéhardière, baigne Méral, laisse à gauche Cossé-le-Vivien et décrit de nombreux lacets. Il reçoit à droite la Mée qui passe à Livré, traverse Craon, et reçoit à droite l'Uzure, qui baigne la forêt de Craon et passe à Niafles. Plus bas, il se grossit, à gauche du petit affluent de l'Hière, et un peu plus bas à droite, du Chéran, rivière qui prend sa source dans la forêt de la Guerche et arrose Saint-Aignan-sur-Roë. Puis, il reçoit plusieurs petits affluents, arrose Segré et le Lion-d'Angers, et se jette dans la Mayenne, à 3 km en aval de cette localité au fort de Grez, par 15 mètres d'altitude.
L'Oudon a été canalisé au XIXe siècle depuis Segré jusqu'à la Mayenne, sur une distance de 18 km avec trois écluses. La voie navigable permettait le transport de bois de construction, de granite et d'ardoise. La rivière, remise en navigabilité en 1980, a maintenant une vocation touristique affirmée.

## Communes traversées
L'Oudon traverse vingt-cinq communes.

## Affluents
L'Oudon a trente-sept tronçons affluents référencés dont :
- la Mée (rd), 16 km sur cinq communes avec sept affluents et de rang de Strahler trois ;
- l'Usure ou Uzure (rd), 24,7 km sur huit communes avec huit affluents ;
- l'Hière (rg), 33,2 km sur dix communes avec douze affluents ;
- le Chéran (rd), 30,2 km sur neuf communes avec six affluents et de rang de Strahler quatre ;
- l'Araize (rd), 33 km sur huit communes avec six affluents et de rang de Strahler trois ;
- le Misengrains (rd), 11,9 km sur cinq communes sans affluent référencé donc de rang de Strahler un ;
- la Sazée (rg), 20,2 km sur six communes avec cinq affluents de rang de Strahler trois ;
- la Verzée (rd), 52,1 km sur treize communes avec dix-huit affluents dont l'Argos.

## Bassin versant
L'Oudon traverse quatorze zones hydrographiques pour une superficie de 5 806 km2. Ce bassin versant est constitué à 90,20 % de territoires agricoles, à 6,59 % de forêts et milieux semi-naturels, à 3.06 % de territoires artificialisés, et à 0,14 % de surfaces en eau.
Le bassin versant de l'Oudon a une population d'environ 70,000 habitants, réparti dans cent-une communes sur les quatre départements de Maine-et-Loire (42 communes), de la Mayenne (53), de la Loire-Atlantique (3) et d'Ille-et-Vilaine (3).
En Mayenne, le bassin versant de l'Oudon, d'environ 1 350 km2, a 180 km de cours d'eau principaux et les petits affluents au nombre de 125 représentent 290 km de cours d'eau, soit un total de 470 km.
L'ensemble du bassin versant de 1 480 km2, représente 800 km de cours d'eau.
Gestion et qualité de l'eau : La directive cadre sur l'eau visait le bon état écologique du bassin versant pour 2015, objectif qui n'a pu être atteint et a été repoussé. Les enjeux qualitatifs et quantitatifs de l'alimentation en eau du bassin et plus généralement de la protection des milieux aquatiques sont « confrontées aux pollutions diffuses d’origine agricole » comme dans tout le grand nord-ouest de la France. Le bassin est classé en Zone d'action complémentaire (ZAC) selon la directive Nitrates et le captage d'eau potable de Segré est classé prioritaire dans le Grenelle de l'environnement (« captages fortement atteints par la pollution »). Les politiques de l'eau recherchent une participation active des agriculteurs pour des solutions aussi adaptées que possible à chaque territoire, au-delà du seul respect de la réglementation qui face aux pesticides et nitrates s'est souvent montrée insuffisante ou inefficace. Les 1 480 km2 du bassin versant de l’Oudon ont été et sont une zone expérimentale pour le secteur polyculture – élevage ; les agriculteurs participant activement à la Commission locale de l'eau (CLE) pour le choix des actions et des chercheurs tentent de déterminer quels sont les facteurs techniques, économiques et culturels qui caractérisent les logiques d'actions des agriculteurs du bassin concernant les démarches qu’ils développent vis-à-vis des pollutions afin de notamment « mettre en évidence les leviers et les freins à la diffusion de pratiques plus respectueuses des ressources en eau ».

## Hydrologie

### L'Oudon à Segré
Le débit de l'Oudon a été observé durant une période de 14 ans (1995-2008), à Segré, ville du département de Maine-et-Loire située juste en amont du débouché de l'Oudon dans la Mayenne près du Lion-d'Angers. À cet endroit, le bassin versant de la rivière est de 1 310 km2 soit 88,5 % du total pour 1 480 km2.
Le module de la rivière à Segré est de 9,04 m3/s.
L'Oudon présente des fluctuations saisonnières de débit assez importantes, plus marquées que dans les bassins voisins de la Sarthe, de l'Huisne, du Loir, et même de la Mayenne, alternant les hautes eaux d'hiver, au débit mensuel moyen de 16,5 à 25,9 m3/s de décembre à mars inclus (maximum en janvier), avec des basses eaux d'été de juillet à septembre, entraînant une baisse du débit moyen mensuel jusqu'au niveau de 0,526 m3/s au mois d'août (à peine un demi mètre cube).

### Étiage ou basses eaux
Le VCN3 peut chuter encore bien plus bas, en cas de période quinquennale sèche, et tomber jusqu'à 0,003 m3/s, soit 3 litres par seconde, ce qui est extrêmement sévère, le cours d'eau se retrouvant ainsi presque à sec.

### Crues
D'autre part les crues peuvent être fort importantes, aggravées comme dans l'ensemble du bassin de la Mayenne, par l'imperméabilité des sols. En effet, les QIX 2 et QIX 5 valent respectivement 110 et 180 m3/s. Le QIX 10 est de 230 m3/s, tandis que le QIX 20 ou débit instantané calculé pour une crue vicennale, est de 270 m3/s. Quant au QIX 50, il n'a pas encore été calculé, la période d'observation étant trop courte. Le QIX 20 vaut bien plus du tiers de celui de la Mayenne (720 m3/s).
Le débit instantané maximal enregistré à Segré a été de 251 m3/s le 6 janvier 2001, tandis que la valeur journalière maximale était de 234 m3/s à la même date.
On constate que l'Oudon est une rivière fort irrégulière. Les probabilités de crue importante sont très élevées. À titre de comparaison, le QIX 10 du Loir en fin de parcours vaut 310 m3/s, tandis que son QIX 20 est de 370 m3/s. Le QIX 10 comme le QIX 20 de l'Oudon, rivière relativement petite face au Loir, valent plus de 70 % de ceux du Loir, alors que le bassin versant de ce dernier est de cinq à six fois plus étendu.

### Lame d'eau et débit spécifique
La lame d'eau écoulée dans le bassin de l'Oudon est de 219 millimètres annuellement, ce qui est nettement inférieur à la moyenne française tous bassins confondus. La lame d'eau est certes supérieure à la moyenne des bassins de la Sarthe et du Loir, mais fort inférieure à celle de la Mayenne (297 millimètres), qui bénéficie des pluies abondantes de la région du massif des Avaloirs dans son cours supérieur. Le débit spécifique (ou Qsp) se monte à 6,9 litres par seconde et par kilomètre carré de bassin.

## Organisme gestionnaire
Les organismes gestionnaires sont deux : le SBON ou Syndicat de bassin de l'Oudon Nord, créé depuis 1976, avec aujourd'hui quarante communes adhérentes et le SBOS ou syndicat de Bbssin de l'Oudon Sud, basé à Segré, avec quarante-cinq communes, créé en 2001.

## Pêche et AAPPMA
L'Oudon est un cours d'eau de deuxième catégorie et huit AAPPMA sont présentes sur le bassin versant.